# (12422) 1995 US8
(12422) 1995 US8 est un astéroïde de la ceinture principale d'astéroïdes découvert en 1995.

## Description
(12422) 1995 US8 a été découvert le 27 octobre 1995 à Kushiro (Japon) par Seiji Ueda et Hiroshi Kaneda.

### Caractéristiques orbitales
L'orbite de cet astéroïde est caractérisée par un demi-grand axe de 2,40 UA, un périhélie de 2,20 UA, une excentricité de 0,09 et une inclinaison de 12,09° par rapport à l'écliptique. Du fait de ces caractéristiques, à savoir un demi-grand axe compris entre 2 et 3,2 UA et un périhélie supérieur à 1,666 UA, il est classé, selon la JPL Small-Body Database, comme objet de la ceinture principale d'astéroïdes.

### Caractéristiques physiques
(12422) 1995 US8 a une magnitude absolue (H) de 13,4 et un albédo estimé à 0,209.